# Vladimír Škoda

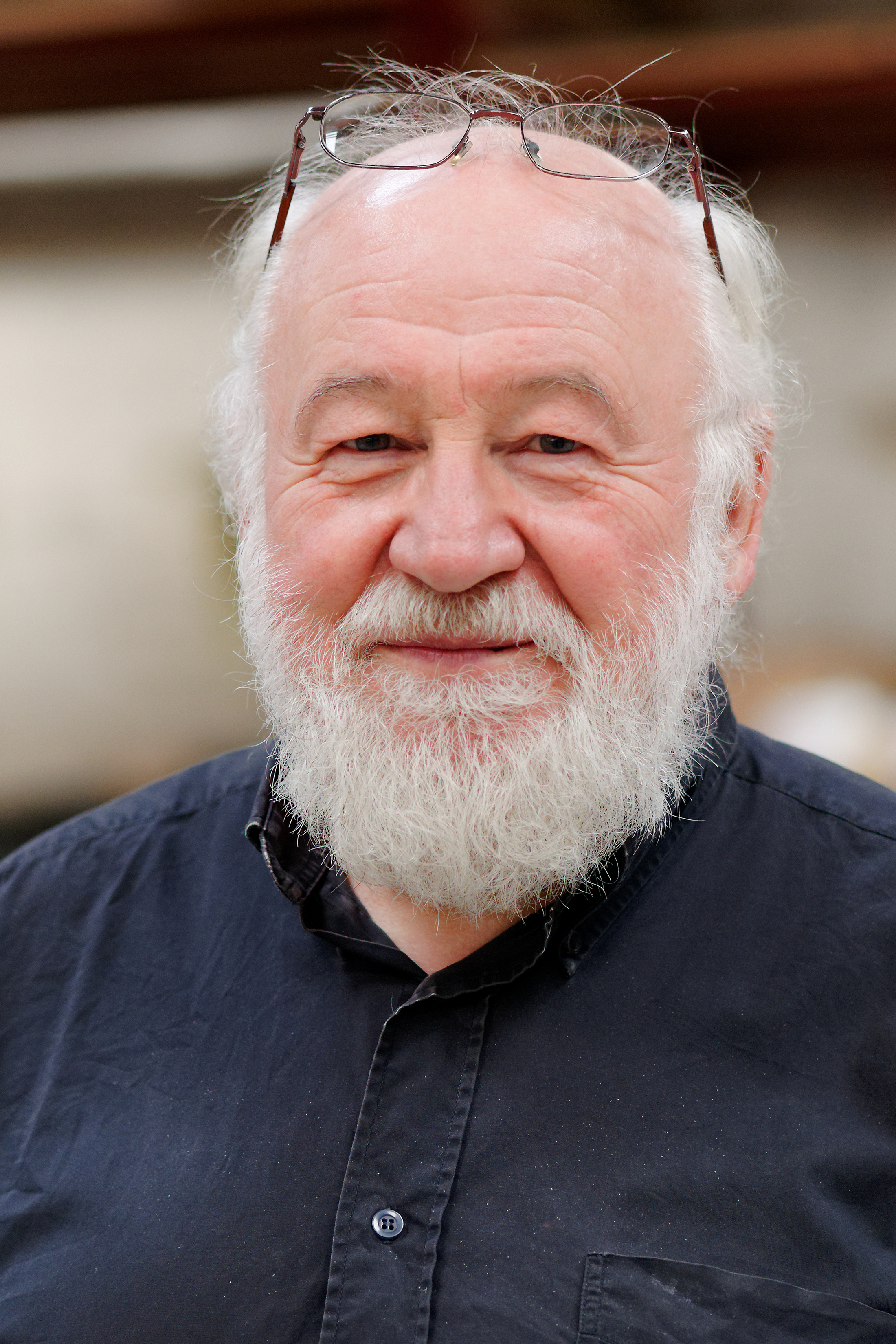
Vladimír Škoda, 2011

Vladimír Škoda (* 22. November 1942 in Prag) ist ein französischer Bildhauer tschechischer Herkunft.

## Leben
In Prag geboren, erhält Vladimír Škoda hier auch seine Schulbildung. 1957 bis 1960 durchläuft er eine metallbearbeitende Ausbildung. Er beschäftigt sich mit Kunstgeschichte und besucht eine Abendklasse im Zeichnen. 1968 reist Škoda nach Paris. Dort angekommen erfährt er von der Besetzung der Tschechoslowakei durch Truppen des Warschauer Pakts infolge des Prager Frühlings. Škoda bleibt in Frankreich und bildet sich künstlerisch zunächst weitgehend autodidaktisch weiter. 1969 schreibt er sich an der École Nationale Supérieure des Beaux-Arts in Paris ein und studiert dort bis 1973. 1973–1975 lebt und arbeitet er in Rom. Danach kehrt er nach Frankreich zurück und wird 1975 französischer Staatsbürger. Von 1977 bis 2007 lehrte er an verschiedenen Kunstakademien, zunächst in Le Havre, dann in Marseille und schließlich in Strasbourg. Seine Skulpturen werden vorrangig in Frankreich, Deutschland, Tschechien und Italien ausgestellt.

## Werk
In frühen skulpturalen Arbeiten widmete sich Škoda dem menschlichen Körper. Zunächst, während des Studiums, noch im Sinn einer Nachahmung, bald aber abgewandelt im Sinn einer Beziehung von Körper und Material. So umwickelte er zum Beispiel, die Finger einer seiner Hände mit Metalldraht. Der Draht formte die Anatomie nach, blieb jedoch ganz den Bedingungen des Materials verhaftet. Wieder abgewickelt wurde der Draht zu Kugeln aufgerollt, die je nach Finger, den sie umkleideten, verschieden groß waren.
Škodas bevorzugtes Material ist Metall, seine bevorzugte Form die Kugel. Die Kugelform kann sowohl als kosmologisches Modell einer Sphäre oder als Abbild eines Planeten (unserer Welt) gedeutet werden. Ist eine solche Kugel spiegelnd poliert, werden die jeweilige Umgebung, in der sie liegt und die Menschen, die sich ihr nähern, einbezogen. So dass eine Dreierbeziehung zwischen „Mensch, Welt und Kosmos“ entsteht.
Manche kugelförmigen Skulpturen verweisen auf die historische Naturwissenschaft, Kosmologie und Metaphysik. Einige Werke sind Platon und den platonischen Körpern gewidmet. Ein Pendel mit Kugel, die vor einem Hohlspiegel schwingt, bezieht sich auf Galileo-Galilei, eine andere Arbeit auf Léon Foucault. Magnetische Kügelchen, die – werden sie angestoßen – selbstständig Muster bilden sowie Bodenarbeiten aus vielen, kleinen, aneinandergelegten Kugeln, die, obwohl von gleicher Form und gleich groß, Strukturen einer ungleichen Verteilung bilden, werden häufig unter dem Begriff der Entropie betrachtet.

## Ausstellungen (Auswahl)
- 1975 Galerie Primo Piano, Rom
- 1980 Galerie Wittenbrink, Regensburg
- 1987 ARC, Musée d’art Moderne de la Ville de Paris; La Criée, Halle d’art contemporain, Rennes
- 1988 Musée des Beaux-Arts André Malraux, Le Havre; Musée Ziem, Martigues
- 1991 Galerie Opatov, Prag
- 1993 Maison d’art contemporain Chaillioux, Fresnes
- 1996 Wilhelm-Hack-Museum, Ludwigshafen; Musée des Beaux-Arts, Mulhouse
- 1998 Kunstverein Bremerhaven
- 2000 Cosmos, Palazzo Grassi, Venedig
- 2007 Institut Français de Prague, Galerie Nationale de Prague; Institut Français de Varsovie, Centre d’Art Contemporain, Warschau
- 2008 Musée du Temps, musée de Beaux-Arts, Besancon
- 2011 Musée Réattu, Arles
- 2013 Espace d’Art Contemporain André-Malraux, Colmar
- 2014 Galerie Wittenbrink, München

## Sammlungen (Auswahl)
- Musée d’art Moderne de la Ville des Paris
- Musée National d’Art Moderne, Centre Georges Pompidou
- Musée Cantini, Marseille